# 矢代隆義
矢代 隆義（やしろ たかよし、1949年11月7日 - ）は、日本の警察官僚。第86代警視総監、日本自動車連盟会長などを歴任した。新潟県柏崎市出身。

## 来歴
新潟県立柏崎高等学校を経て、東京大学法学部卒業。1973年警察庁入庁。山口県警察本部長、警察庁交通局交通企画課長、大阪府警察本部警務部長、埼玉県警察本部長、警察庁長官官房審議官（交通局担当）、交通局長などを歴任。2007年8月6日に第86代警視総監に就任した。2008年8月6日まで1年間務めた。就任直後の8月21日に発生した、警視庁立川警察署巡査長による拳銃を用いた無理心中事件で国家公安委員会より9月20日に戒告の懲戒処分を受ける。
2009年9月財団法人日本道路交通情報センター理事長。
2012年6月一般社団法人日本自動車連盟副会長。2016年6月17日、会長に就任。2019年6月、退任。
2019年、コナミホールディングス監査役。
2020年、瑞宝重光章受章。
2021年、コナミホールディングス特別顧問。

## 人物
亀井静香とは東大合気道部の先輩後輩で、警察庁に入庁したのは彼の勧めがあったからと語っている。
警察官僚として交通部門の経験が長く、地方の県警に出向していた期間を除き警察庁では交通局のポストを多く歴任している。
警視総監から退任して数年後「上田晋也が真相直撃!「ニュースの巨人」」にゲストとして出演し上田晋也と対談。なぜキャリアと呼ばれる警察官僚を目指したのか。またOBとして警察のこれからとして「警察の負担が増えてきている」「ネット犯罪の急増」「自転車の問題」をあげた。